# Dermodactylus
Dermodactylus es un género de pterosaurios pterodactiloideos que vivieron en lo que hoy es Norteamérica durante el Jurásico Superior.

## Historia y clasificación
Dermodactylus está basado en el espécimen YPM 2000, un cuarto metacarpo distal derecho que fue hallado por Samuel Wendell Williston en Como Bluff, Wyoming. Este hueso constituía por entonces el más antiguo resto de pterosaurio hallado, reconocido y descrito de Norteamérica. Othniel Charles Marsh lo denominó en principio como una especie de Pterodactylus: P. montanus, significando el nombre de la especie "de las montañas" en latín, pero pronto cambió de opinión y le dio un nuevo nombre de género. por la misma época él asignó otro hueso del ala, dientes, vértebras, una escápula y un coracoides a este, pero este material es probablemente demasiado grande para pertenecer al individuo del holotipo.
Su clasificación dentro de Pterosauria es incierta, más allá de ser miembro de Pterodactyloidea. El material en que está basado es demasiado escaso para una clasificación adicional (aunque Carpenter et al.. [2003] notaron que la forma del extremo del hueso articular implica que no era un ornitoqueírido, un tipo de pterosaurios con cola corta que frecuentemente tenías crestas en la cabeza y/o grandes dientes), o para añadir restos adicionales al género con algún grado de certeza, y por lo tanto es considerado como un pterodactiloideo dudoso. El género ni siquiera ha sido mencionado en los más recientes trabajos populares sobre pterosaurios.

## Descripción
Probablemente medía 60 cm de largo y 1 m de envergadura, un pterodáctilo bastante pequeño. Tenía la cola corta. Pesaba 3,3 kg y era carnívoro.

### Dieta
Su hocico tenía dientes y probablemente con ellos cazaba insectos. Probablemente no vivía en acantilados ni cazaba peces, a diferencia de otros pterodactiloideos.